# 平林正司
平林 正司（ひらばやし まさじ）は、日本のヨーロッパ歴史学者。専門は、19世紀バレエ史、近代ヨーロッパ芸術史。

## 略歴
長野県諏訪市出身。長野県諏訪清陵高等学校を経て、 慶應義塾大学法学部卒業。 慶應義塾大学大学院法学研究科修了。同大学講師、同大学助教授を経て、同大学法学部教授。

## 著書
- 『「胡桃割り人形」論 至上のバレエ』 三嶺書房 1998年
- 『十九世紀フランス・バレエの台本 パリ・オペラ座』 慶應義塾大学出版会 2000年
- 『ショパンとヴァルス』 慶應義塾大学出版会 2009年

## 翻訳
- 『市民の共和国』 モーリス・デュヴェルジェ 著 三嶺書房 1990年